# Ellen Carey
Ellen Carey (New York, 1952) è una fotografa e docente statunitense nota per aver usato metodi creativi cameraless.

## Biografia
Frequenta la scuola di specializzazione presso la State University di New York a Buffalo e inizia a collaborare con la Buffalo avant-garde, un movimento artistico americano della prima metà degli anni '70. Nel 1979. Dopo aver ricevuto una borsa di studio, si trasferisce a New York e affitta un proprio studio a Soho. È una delle prime artiste a essere invitata al progetto della Polaroid per sostenere gli artisti che esplorano il mondo della "Pellicola fotografica". 
Durante i suoi anni a New York,  partecipa a mostre di grande rilievo, al MoMa PS1, al New Museum, alla Albright-Knox Art Gallery, al Bronx Museum of Art di New York, alla Biennale di San Paolo, al The Alternative Museum, di New York e l'International Centre of Photography (ICP), New York. La sua ricerca varia tra il contributo fornito all'ICP e le mostre al Center for Photography di Woodstock, al Museum of Contemporary Photography e al Lyman Allyn Art Museum. Collabora alla mostra itinerante "The Polaroid Project: At the Intersection of Art and Technology. 
E' un'artista americana nota per la fotografia concettuale nella quale essa ricorre ad approcci estremamente innovativi. Le sue opere spaziano dagli autoritratti alle esposizioni multiple attraverso l'utilizzo della Polaroid 20 x 24, dalle grafiche Neo-Geo nate negli anni '70 all'astrattismo del fotogramma fino a giungere, a partire dagli anni '90 in poi, a pellicole Polaroid minimaliste, che i critici spesso paragonano alla pittura a campi di colore.
Ha insegnato Fotografia alla Hartford Art School dal 1985 al 2019 e al Bard College, all'International Center for Photography e al Queens College.
Si è occupata di argomenti legati all'arte e alla storia della fotografia e alla tetracromia. Ha pubblicato saggi su Sol LeWitt. La ricerca poi ha ispirato una mostra, creata dall'artista stessa, "Women in Colour: Anna Atkins, Colour Photography & those Stuck by Light" (2017, 2019).
Dal 1991, vive tra Hartford e New York.

## Opere
Il critico e curatore Lyle Rexer la identifica come tra le "fotografe sperimentali più proficue" degli Stati Uniti. Tra i lavori maggiormente prodotti vi sono autoritratti in bianco e nero impreziositi da tratti di pittura, ritratti psichedelici, opere astratte, fotogrammi cameraless. Sperimenta così proprietà chimiche, luminose, cromatiche, rifiutando spesso le gerarchie tra soggetto e oggetto a favore di relazioni coesistenti tra pittura e scultura, ben riprodotte attraverso la trasformazione del processo e della stampa.
Il suo lavoro si ispira a molte correnti artistiche, tra cui Op Art e Neo-Geo, Neo-espressionismo, Surrealismo e Dada, Minimalismo, Arte concettuale, femminismo e performance art . Nel tempo, i soggetti dei suoi lavori subiscono dei cambiamenti: inizialmente, l'artista si dedica ad autoritratti e ritratti; successivamente a fotogrammi astratti e, infine, a lavori su pellicole Polaroid, serie a cui da il nome di "Photography Degree Zero". 

### I primi autoritratti e ritratti (1976–1988)
I suoi primi lavori consistono in semplici foto in bianco e nero, che sembrano esprimere dolore, vulnerabilità, sicurezza di sè, scenari rituali, resi grazie a uno spiccato utilizzo di pose drammatiche e forti sprazzi di luce. Leah Ollman, critica del Los Angeles Times, descrive la sua fotografia come "lavoro ingegnoso, fisicamente coinvolgente, orientato al processo"Nota. Nel 1984, si discosta dalla ritrattistica tradizionale e si utiliza fotografie dai colori brillanti a esposizione multipla, realizzate con la fotocamere Polaroid 20 × 24. Carey si serve di strutture de-individualizzate, prive della componente umana affinché ci si possa soffermare su tecnologia, biologia, coscienza, tempo e intelligenza artificiale. 

### "Colpito dalla luce": Photograms (1989–)
Nel 1989, inizia a creare fotogrammi cameraless per esplorare l'astratezza della fotografia. Come avevano sperimentato prima di lei artisti come Anna Atkins, William Henry Fox Talbot — e più tardi, Man Ray — che hanno posizionato diversi oggetti di uso quotidiano su carta fotosensibile. Lei crea così le proprie opere, utilizzando carta fotosensibile, che con l'esposizione alla luce, crea effetti di colore, ombra e profondità, avvicinandosi così al "minalismo fotografico".
Nel 2000 si approccia alla produzione di fotogrammi dai colori vivaci e denomina le serie realizzate con i nomi degli stessi oggetti o materiali utilizzati per pressare la carta (ad esempio, "Push Pins" o "Penlights"). Leah Ollman ha scritto: "In tutto questi lavori, la superficie della carta ha il duplice compito di oggetto e soggetto, materiale e immagine. Il letterale e l'astratto si fondono."
La serie "Caesura" prodotta tra il 2016 e il 2018 presenta interruzioni di colore verticali, molto simili a venature. La serie "Dings & Shadows" introduce un'ampia gamma compositiva con superfici cariche di colore e accartocciamenti presenti su tutti gli angoli. "Zerograms" riflette un vuoto netto e geometrico al centro, che suggerisce un nuovo senso di spazio illusorio e sconfinato.

### "Photography Degree Zero" (1996–)
"Photography Degree Zero" è un lavoro sperimentale, realizzato mediante Polaroid 20 x 24, che indaga le possibilità della fotografia minimalista. Queste immagini vengono realizzate mediante flussi di emulsione in via di sviluppo casuale che vengono interrotti durante l'estrazione della pellicola dalla fotocamera, impedendo così il processo di trasferimento del colore; in altri casi, esegue lo srotolamento della pellicola, creando esposizioni multiple.
I risultati si presentano come anelli conici o lembi di colore, inclusi bianco o grigio introducendo una forma unica nel mezzo, una parabola. Le prime estrazioni creano una tavolozza tenue, come nelle tre installazioni, Mourning Wall (2000), Birthday Portrait (1997) e Family Portrait (1996), che esprimono dolore per le perdite familiari; altre serie successive incorporano bagliori dai colori luminosi contrastati da sfondi bianchi fiammeggianti.
Carey presenta i negativi come lavori di enorme valenza artistica. I revisori paragonano queste opere alle diverse condizioni umane, dalla morte che trasforma la vita e dalla crisi esistenziale come una rimozione della propria immagine.

## Nei musei
I suoi lavori sono tra le collezioni permanenti del Metropolitan Museum of Art, del Whitney Museum of American Art, del Los Angeles County Museum of Art, del Centre Pompidou, dell'Art Institute of Chicago, dello Smithsonian American Art Museum, del San Francisco Museum of Modern Art, dell'Albright-Knox Art Gallery e del George Eastman Museum, nonché in svariate collezioni private. Le sue opere sono incluse in diversi libri di storia dell'arte.

## Mostre
Molte delle sue opere sono state esposte in alcuni dei più importanti musei mondiali, come il Centro Georges Pompidou, l'Amon Carter Museum of American Art International Center of Photography (ICP) e il Wadsworth Atheneum Museum of Art e in spazi alternativi come Hallwalls e Real Art Ways.

## Riconoscimenti
Nel 2019 è nominata tra le "Cento Eroine" della Royal Photographic Society, in cui sono state premiate le più importanti fotografe su scala mondiale.
Nel 2017, ha ricevuto finanziamenti dalla Andy Warhol Foundation per una mostra/tour/libro retrospettivi al Burchfield Penney Art Center.
Ha anche ricevuto premi dal Polaroid Artists Support Program (1983-8, 2002), dal Connecticut Commission on the Arts (1998, 2001), dal New York State Federation for Artists (1986), dal Massachusetts Council on the Arts (1986) e dal National Endowment for the Arts (1984).

## Scritti
- Doris Lessing, the alchemy of survival, a cura di Carey Kaplan e Ellen Cronan Rose. Athens, Ohio, Ohio University Press, 1988.
- Approaches to teaching Lessing's The golden notebook, a cura di Carey Kaplan e Ellen Cronan Rose,     New York, Modern Language Association of America, 1989.
- The canon and the common reader, Carey Kaplan e Ellen Cronan Rose.Knoxville, University of Tennessee Press, 1990.